# Cussangy
Cussangy ist eine französische Gemeinde mit 201 Einwohnern (Stand 1. Januar 2022) im  Département Aube in der Region Grand Est (vor 2016 Champagne-Ardenne). Sie gehört zum Arrondissement Troyes und zum Kanton Les Riceys. Die Einwohner werden Cussangeois genannt.

## Geographie
Cussangy liegt etwa 29 Kilometer südlich von Troyes. Das Gemeindegebiet wird vom Flüsschen Landion durchquert. Umgeben wird Cussangy von den Nachbargemeinden Les Loges-Margueron im Norden, Metz-Robert im Norden und Nordosten, Chaource im Nordosten, Lagesse im Osten, Chesley im Süden, Vallières im Südwesten und Westen, Turgy und Vanlay im Westen und Nordwesten sowie Les Granges und La Loge-Pomblin im Nordwesten.

## Bevölkerungsentwicklung
| Jahr                       | 1962 | 1968 | 1975 | 1982 | 1990 | 1999 | 2006 | 2011 | 2019 |
| Einwohner                  | 263  | 282  | 258  | 225  | 209  | 199  | 199  | 209  | 213  |
| Quellen: Cassini und INSEE |      |      |      |      |      |      |      |      |      |

## Sehenswürdigkeiten
- Kirche Saint-Léger aus dem 16. Jahrhundert, Monument historique seit 1926
- Lavoir (ehemaliges Waschhaus)

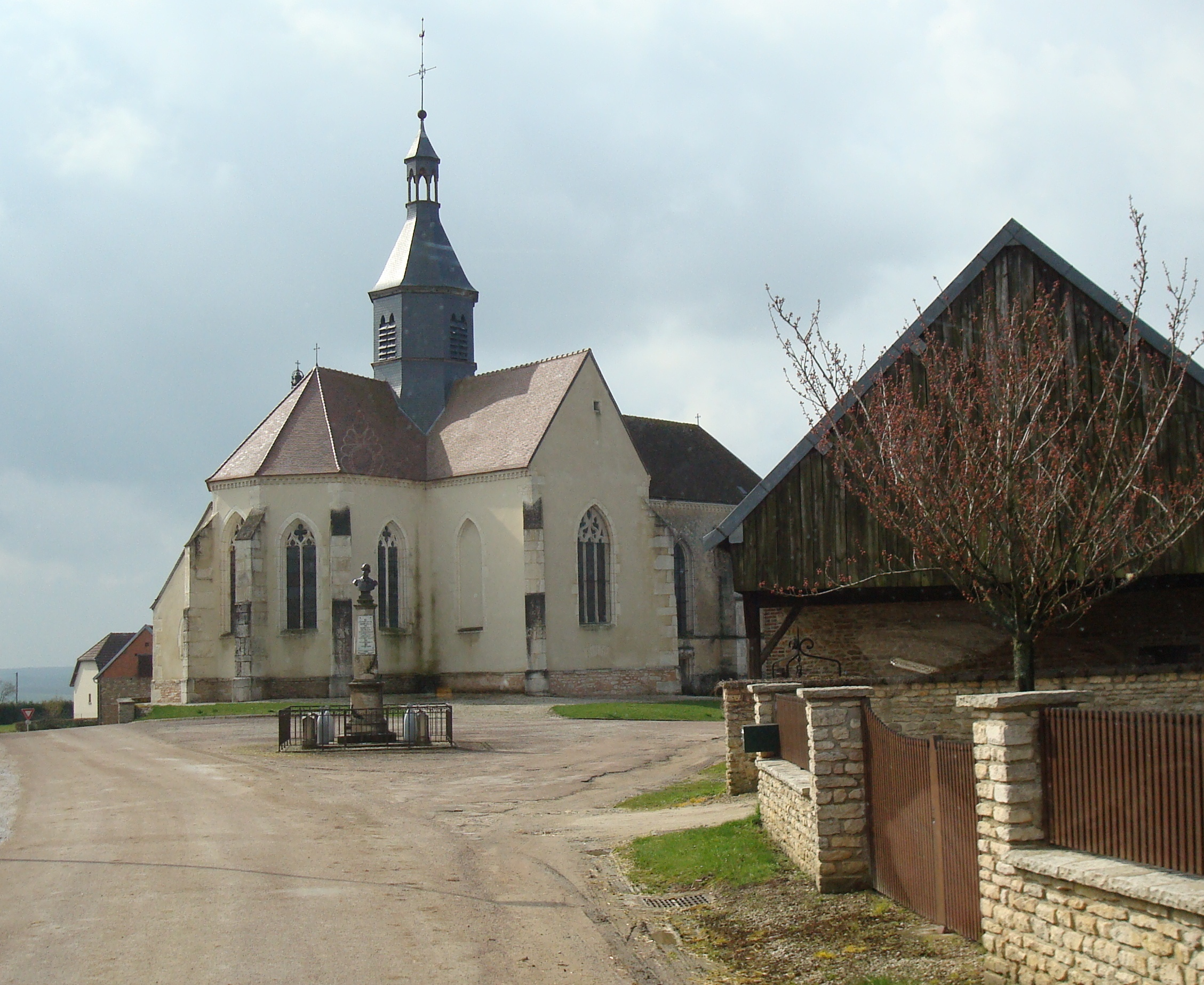
Kirche Saint-Léger
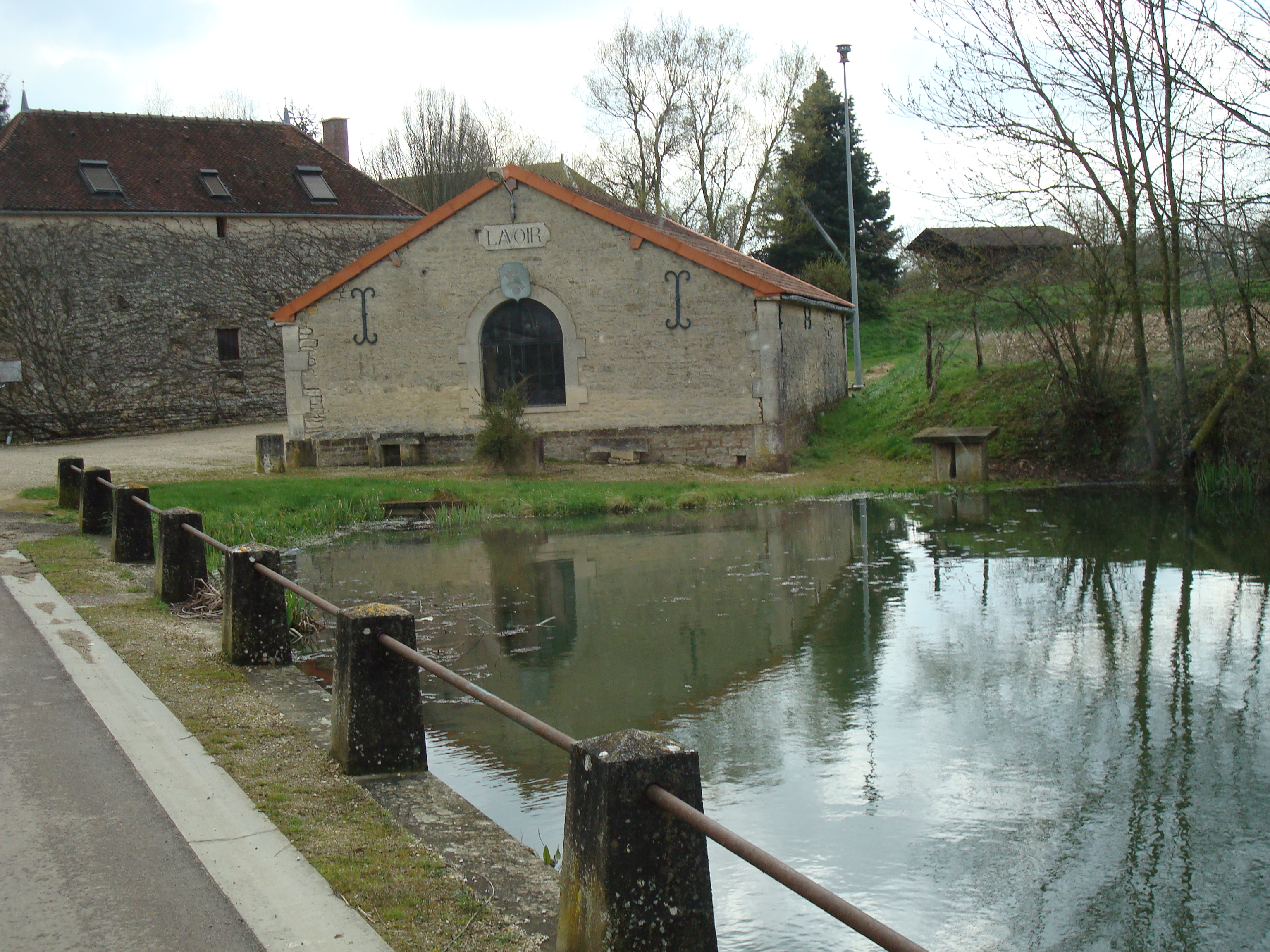
Lavoir